# 杨汉生
杨汉生（1917年10月—1992年8月），河南省济源市人。中华人民共和国政治人物。

## 生平
1938年10月投身革命，1939年5月加入中国共产党，历任晋豫边区八路军游击支队文书、会计，豫西巩县徐支队三团供给处副处长，中原军区独一旅二团供给处处长、华东野战军独立师二团供给处处长、川北军区达县军分区后勤处副处长、六十一军一八二师后勤处处长、铁路工程第八帅后勤处处长等职。
中华人民共和国成立后，先后担任中华人民共和国铁道部第四工程局助理局长，总监察办事处总监察、工程处处长，武汉铁路分局局长、武汉铁路局副局长等职。1983年12月，离职休养。1992年8月去世。